# Gli incubi del Fazbear

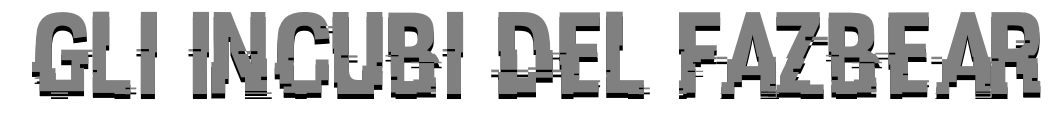
Logo della serie antologica

Gli incubi del Fazbear (Fazbear Frights) è una serie antologica di romanzi horror della serie Five Nights at Freddy's. I libri sono scritti da Scott Cawthon con vari autori e pubblicati da Scholastic Inc. Il primo volume è stato pubblicato il 26 dicembre 2019, mentre l'ultimo è stato pubblicato il 19 aprile 2022. La serie ha iniziato la sua pubblicazione in Italia il 5 novembre 2020, da parte della casa editrice Il Castoro. La versione italiana viene tradotta da Maria Bastanzetti, col sostegno di Silvia Pillin per il quinto volume.

## Struttura
Ogni libro contiene tre racconti autoconclusivi, all'apparenza slegati e delle pagine nere, che raccontano la storia dell Stitchwraith. Le storie sono trentasette che si estendono attraverso le dodici puntate. La serie include anche personaggi ricorrenti del franchise, insieme a nuovi volti. Scott Cawthon ha confermato che i libri di questa serie intendono dare una risposta a misteri irrisolti della storia dei giochi e a creare nuovi dibattiti nel fandom.
Molte, se non tutte, le storie raccontate in Gli incubi del Fazbear non sono isolate nella loro relazione l'una con l'altra.

## Elenco dei libri
1. Gli incubi del Fazbear #1: Mille modi per morire (Fazbear Frights #1: Into the Pit), pubblicato in Italia nel 2020
2. Gli incubi del Fazbear #2: Il cane meccanico (Fazbear Frights #2: Fetch), pubblicato in Italia nel 2021
3. Gli incubi del Fazbear #3: A notte fonda (Fazbear Frights #3:1:35 A.M.), pubblicato in Italia nel 2022
4. Gli incubi del Fazbear #4: Troppo vicino (Fazbear Frights #4: Step Closer), pubblicato in Italia nel 2022
5. Gli incubi del Fazbear #5: Arriva il coniglietto (Fazbear Frights #5: Bunny Call), pubblicato in Italia nel 2022
6. Gli incubi del Fazbear #6: Blackbird (Fazbear Frights #6 :Blackbird), pubblicato in Italia nel 2023
7. Gli incubi del Fazbear #7: La ruota della tortura (Fazbear Frights #7 :The Cliffs), pubblicato in Italia nel 2024
8. Gli incubi del Fazbear #8: L'ultimo compleanno (Fazbear Frights #8: Gumdrop Angel), pubblicato in Italia nel 2024
9. Gli incubi del Fazbear #9: L'intagliapupazzi (Fazbear Frights #9: The Puppet Carver) pubblicato in Italia nel 2025
10. Gli incubi del Fazbear #10: Facce Amiche (Fazbear Frights #10: Friendly Face), pubblicato in Italia nel 2025
11. Fazbear Frights #11: Prankster
12. Fazbear Frights #12: Felix the Shark

## Racconti

### Gli incubi del Fazbear #1

#### Nella vasca
Oswald scopre una strana vasca delle palline che gli consente di viaggiare indietro del tempo, e finisce per essere testimone di un macabro omicidio di bambini avvenuto nel 1985.
Antagonista: Il Coniglio Giallo

#### Pur di essere bella
Sarah, nel tentativo di diventare più bella e attraente, si affida ad Eleanor, una strana bambola a grandezza naturale che ha trovato in una discarica, ma quest'ultima si rivelerà essere più malintenzionata di quanto sembri.
Antagonista: Eleanor 

#### Mille modi per morire
Millie, un'adolescente con tendenze suicide, rimane bloccata all'interno di un orso animatronico, che non vedeva l'ora di trovare qualcuno da fare fuori.
Antagonista: Funtime Freddy 

### Gli incubi del Fazbear #2

#### Il cane meccanico
Greg, adolescente con una passione per la ricerca scientifica ed il paranormale, si avventura in una pizzeria abbandonata, trovandoci all'interno un cane animatronico ancora attivo chiamato Fetch. Quest'ultimo inizia a trattare Greg come il suo padrone, ma finirà per seguire i suoi ordini fin troppo alla lettera.
Antagonista: Fetch 

#### Freddy il solitario
Alec organizza un piano per vendicarsi della sua sorellina pestifera, che però finirà per ritorcersi contro di lui.
Antagonista: Lonely Freddy 

#### Fuori commercio
Oscar ruba da un negozio un piccolo coniglio meccanico prodotto da Fazbear Entertainment, che però si rivela essere più aggressivo di quanto si aspettava.
Antagonista: Plushtrap Chaser

### Gli incubi del Fazbear #3

#### A notte fonda
Delilah, una donna con un passato difficile, partecipa ad un mercatino dell'usato, acquistando un prodotto di Fazbear Entertainment: una bambola che funziona anche come sveglia. Dopo averla provata ed essersi convinta che non funziona, Delilah la butta, ma presto si accorge di aver commesso un terribile errore.
Antagonista: Ella la Bambola

#### Spazio per qualcun altro
Stanley, un uomo solitario che lavora come guardia notturna in un magazzino sotterraneo, inizia a provare inspiegabili dolori dopo essere entrato in contatto con delle bizzarre bamboline.
Antagonisti: le Minireena

#### Il ragazzo nuovo
Devon, deluso dal fatto che un suo amico, Kelsey, si sia messo con la ragazza che gli piace, intende vendicarsi. Lo porta dunque al Freddy's con l'intenzione di lasciarlo chiuso dentro una tuta animatronica per qualche ora, ma le cose prendono in fretta una piega tragica e inaspettata.
Antagonisti: Fredbear, Kelsey

### Gli incubi del Fazbear #4

#### Troppo vicino
Pete prova a spaventare il fratello minore Chuck, portandolo a vedere l'animatrone Foxy (di cui Chuck é terrorizzato), ma così facendo cade vittima di un'oscura maledizione.
Antagonista: Foxy la Volpe Pirata 

#### Balla con me
Kasey ruba un paio di occhiali high-tech, scoprendo presto che tramite essi è in grado di vedere un animatrone che risulta invisibile per gli altri, e che le si avvicina sempre di più ogni giorno che passa.
Antagonista: Ballora la Ballerina

#### Ritorno a casa
Samantha riesce a mettersi in contatto con il fantasma della sorella Susie, che era stata uccisa al Freddy's da un serial killer circa un anno prima.
Antagonista: Chica la Gallina

### Gli incubi del Fazbear #5

#### Arriva il coniglietto
Bob pianifica di vendicarsi della sua famiglia, che lo ha costretto a passare le vacanze in un campo estivo a suo dire squallido, usando un costume mascotte per spaventare i figli e la moglie.
Antagonista: Ralpho il Coniglio

#### Nella carne
L'informatico Matt, dopo aver modificato un gioco a cui stava lavorando, frustrato dall'eccessiva difficoltà, dovrà subirne le conseguenze sulla sua stessa pelle.
Antagonista: VR Springtrap

#### L'uomo della stanza 1280
Nella stanza 1280 dell'Heracles Hospital, un uomo orrendamente sfigurato, che in passato si macchiò di omicidio, é tenuto in vita dall'anima di una delle sue vittime, che si vendica di lui tormentandolo costantemente. Il tutto dal punto di vista di un prete incaricato di assistere i malati, inconsapevole di ciò che è successo.
Antagonisti: William Afton, Andrew

### Gli incubi del Fazbear #6

#### Blackbird
Nole, aspirante autore di film horror, é tormentato dalle apparizioni di un personaggio che lui stesso ha creato, dopo che il suo amico Sam è stato investito da un treno.
Antagonista: Blackbird

#### Il vero Jake
Jake, un bambino di soli nove anni la cui vita é costellata di tragedie, evade in un mondo immaginario in cui tutto va ancora bene.
Antagonista: all'apparenza nessuno, ma alla fine si scoprirà essere Simon 

#### Hide-and-Seek
Il disperato tentativo di Toby di vincere ad un gioco arcade lo porterà a scontrarsi con una creatura mostruosa tenuta in vita dalle emozioni negative.
Antagonista: RWQFSFAXC 

### Gli incubi del Fazbear #7

#### Le scogliere
Robert acquista un orso di peluche che gli consente di tenere sotto controllo suo figlio e di monitorarlo a distanza.
Antagonista: Freddy Sempre-con-te

#### La ruota della tortura
Reed é perseguitato dal redivivo Julius, un bulletto orribilmente sfigurato da un terribile marchingegno robotico.
Antagonista: Julius 

#### Mi ha detto tutto
Chris decide di sottoporsi ad un misterioso esperimento, che cambierà radicalmente il corso della sua vita.
Antagonista: Faz-Goo

### Gli incubi del Fazbear #8

#### L'ultimo compleanno
Angel, dopo aver rubato a sua sorella Ophelia un dolce che ha comprato al Freddy's ed averlo divorato in fretta e furia, viene colta da una strana malattia che la porta a sembrare una statua di caramello.
Antagonista: Dominic

#### Il giorno fortunato di Sergio
Sergio trova un giocattolo animatronico parlante, e, seguendo i suoi consigli, sembra finalmente riuscire a migliorare la propria vita. Il suo ottimismo diventa però eccessivo, tanto da impedirgli di capire che le cose non sono così rosee come appaiono.
Antagonista: Lucky Boy 

#### Chi cerca trova
Hudson, la guardia notturna del Fazbear's Fright (attrazione horror inspirata alle tragedie avvenute al Freddy's anni addietro) inizia a soffrire di allucinazioni dopo essere entrato in contatto con un coniglio animatronico appena rinvenuto.
Antagonista: Springtrap 

### Gli incubi del Fazbear #9

#### L'intagliapupazzi
Dopo essere sopravvissuto ad un incidente mortale all'interno di una macchina intagliapupazzi, il burbero Jack, proprietario di una pizzeria, muta completamente carattere, tanto da sembrare una persona del tutto diversa.
Antagonista: Faz-Goo 

#### Frustrato per un gioco ingiusto, Colton si reca al Freddy’s di notte per riprogrammarlo ma la sorte ha un’idea diversa.[12]
Antagonista: Coils il Clown del Compleanno

#### Pizza Kit
Durante una visita alla fabbrica dove vengono prodotte le pizze surgelate servite al Freddy's, Marley si perde, e apparentemente muore cadendo in una vasca di salsa bollente. Payton, l'unica persona a sapere cosa le é realmente accaduto, inizia ad essere tormentata dai sensi di colpa e da eventi al limite dell'impossibile.
Antagonista: nessuno

### Fazbear Frights #10

#### Friendly Face
Edward decide di usufruire di un servizio offerto da Fazbear Entertainment, che dà ai clienti la possibilità di far ritornare in vita i propri animali domestici morti sotto forma di animatroni.
Antagonista: Fazbear Faccia Amica 

#### Sea Bonnies
Mott cerca di sbarazzarsi degli inquietanti animaletti che il suo fratellino ha comprato al Freddy's, ma le creature si dimostreranno più tenaci di quanto appaiono.
Antagonisti: I Sea Bonnie 

#### Together forever
Jessica e Brittany, due egocentriche adolescenti, hanno ricevuto dal loro professore di scienze robotiche il compito di provare a riprogrammare un vecchio animatrone, prono ad improvviso ed inaspettati malfunzionamenti.
Antagonista: Rosie Porkchop

### Fazbear Frights #11

#### Prankster
Jeremiah, che sta sviluppando un videogioco in realtà virtuale per conto della società Fazbear Entertainment, viene coinvolto in una macabra caccia al tesoro da un misterioso individuo che comunica tramite altoparlanti e che ha già ucciso due suoi colleghi.
Antagonista: Glitichtrap 

#### Kids at Play
Joel, dopo aver investito per errore un bambino, é perseguitato da apparizioni paranormali.
Antagonista: Cartonato "Kids at Play"

#### Find Player Two
Aimee cerca di scoprire quale sia stato il destino Mary Jo, una sua amica d'infanzia scomparsa al Freddy's anni addietro.
Antagonisti: nessuno

### Fazbear Frights #12
Questo libro contiene racconti che originariamente sarebbero dovuti essere parte dei primi undici libri, ma che sono poi stati scartati. 

#### Felix the Shark
Dirk si lancia alla ricerca di Felix the Shark, uno squalo animatronico che nessuno oltre a lui sembra ricordare.
Antagonista: Felix lo Squalo 

#### The Scoop
Mandy, indaga sulla scomparsa di un bambino in una pizzeria dello Utah, dopo aver rinvenuto una misteriosa foto nei file del suo videogioco preferito.
Antagonisti: nessuno

#### You're the Band
Sylvia regala a suo figlio Timothy una maschera di Freddy Fazbear. Presto però si rende conto che Timothy, ogni qualvolta che la indossa, cambia radicalmente, quasi come se fosse posseduto da un fantasma.
Antagonisti: Freddy Fazbear, la Puppet

### Epiloghi
Gli epiloghi (che sono in tutto undici, uno per ogni libro, senza includere il dodicesimo che é una semplice raccolta di racconti scartati) si concentrano sulle indagini del Detective Larson sullo Stitchwraith, una misteriosa figura incappucciata con una maschera bianca che ha commesso diversi omicidi ed è spesso avvistata mentre raccoglie cianfrusaglie e pezzi di animatroni.
Antagonisti:, William Afton, Eleanor